# MyPos
myPOS (майПОС) е европейска Финтех компания за платежни услуги, предлагаща ПОС терминали и онлайн платежни решения, със седалище в Лондон, Великобритания.

## История
Идеята за myPOS се заражда още в началото на 2012 г., като две години по-късно, през 2014 г., компанията е официално представена на Световния мобилен конгрес в Барселона, Испания, където привлича вниманието, както на международни бизнес организации, така и на малки и средни предприятия.
През 2017 г. седалището на компанията се премества в Лондон, Великобритания, а в края на Май 2018 г., компанията открива първия си магазин в София, България. През Септември, същата година се състои и откриването на магазин в Милано, Италия.
През 2021 г. myPOS разполага с представителства в някои по-големи европейски градове, като:
- Амстердам, Нидерландия
- Антверпен, Белгия
- Лондон, Обединеното кралство
- Милано, Италия
- Париж, Франция
- София, България
- Варна, България
- Виена, Австрия
- Лисабон, Португалия
- Барселона, Испания

По-значими партньорства през историята на myPOS включват компании като Visa, Mastercard, American Express, Union Pay, JCB, Bancontact и други.

## Дейност
Компанията предоставя финансови продукти и услуги, както и финансови технологии (Финтех), свързани с приемането и обработката на плащания, онлайн платежни решения, бизнес сметки и други.

## Глобален обхват
В момента, myPOS оперира на 39 пазара, като част от тях се намират в Европейската Икономическа Общност, а други, извън нея. Те включват – Австрия, Белгия, България, Обединеното Кралство, Гваделупа, Германия, Гибралтар, Гърция, Дания, Естония, Ирландия, Исландия, Испания, Италия, Кипър, Латвия, Литва, Лихтенщайн, Люксембург, Майот, Малта, Мартиника, Нидерландия, Норвегия, Полша, Португалия, Реюнион, Румъния, Свети Мартин, Словакия, Словения, Унгария, Финландия, Франция, Гвиана, Хърватия, Чехия, Швейцария, и Швеция.